# Tommy Gibbons
Tommy Gibbons (* 22. März 1891 in Saint Paul; † 19. November 1960 ebenda) war ein US-amerikanischer Boxer. Er wurde 1993 in die International Boxing Hall of Fame aufgenommen.

## Profikarriere
Der irischstämmige Gibbons trat in die Fußstapfen seines älteren Bruders, des Weltklassemittelgewichtlers Mike Gibbons, der ebenso wie er gegen Harry Greb kämpfte und verlor. Beide waren Defensivkünstler.
Gibbons begann seine Laufbahn 1911 als Weltergewichtler und bestritt dann Kämpfe gegen die Weltklasse im Mittelgewicht. Sie sind aus heutiger Sicht schwer einzuordnen, weil viele in der so genannten „No-Decision-Ära“ stattfanden, wo offizielle Punkturteile verboten waren.
Außer gegen Greb kämpfte er gegen George („K.O.“) Brown, Joe Herrick, George Chip, Gus Christie, Silent Martin, Billy Miske, Clay Turner, Burt Kenny, Georges Carpentier und Chuck Wiggins.

### Das Shelby-Fiasko
Berühmt wurde Gibbons aber durch seinen gescheiterten Titelkampf im Schwergewicht 1923 gegen Jack Dempsey. Shelby, eine 2500-Seelen-Gemeinde in der tiefsten Provinz in Montana wollte sich einen vermeintlich lukrativen Kampf angeln und trat an das Dempsey-Management heran. Jack „Doc“ Kearns, der Manager von Dempsey, verlangte die damals ungeheure Garantiesumme von 310.000 US-Dollar. Außerdem wollte er seinen eigenen Ringrichter mitbringen, James Dougherty. Dem wurde stattgegeben und eine Riesenarena mit 40.208 Plätzen errichtet, aber nur 6.000 bis 7.700 (je nach Quelle) zahlende Zuschauer kamen. Zwei Wochen vor dem Kampf hatte es sogar noch düsterer ausgesehen, als nur etwa 1.500 Karten verkauft worden waren. Gibbons hatte sich einverstanden erklärt, von den Gewinnen bezahlt zu werden. Da es der größte Flop der Boxgeschichte wurde, sah er keinen Cent. Er verlor immerhin nur nach Punkten in einem langweiligen Kampf. Shelby war ruiniert und drei Banken machten Pleite, weil sie die Summe garantiert hatten.

### Karriereende
Gegen Gene Tunney ging Gibbons im Juni 1925 erstmals K. o. und beendete daraufhin seine Karriere.